# European Le Mans Series
Pour les articles homonymes, voir LMS.
L'European Le Mans Series, anciennement les Le Mans Endurance Series de 2004 à 2006 et les Le Mans Series de 2007 à 2011, sont un championnat de course automobile de type endurance.

## Historique
Inspirée par le succès de l'American Le Mans Series[réf. souhaitée] (ALMS) créé en 1999 aux États-Unis par Don Panoz, cette série a vu le jour en 2004 sous l'impulsion de l'Automobile Club de l'Ouest, en collaboration avec l'organisateur d'événementiels automobiles Peter Auto, sous le nom de Le Mans Endurance Series (LMES) pour succéder à l'ancien championnat championnat FIA des voitures de sport[réf. souhaitée]. Une première tentative ponctuée d'un échec avait eu lieu en délocalisant en Europe des courses de l'American Le Mans Series 2000 pour lancer le championnat European Le Mans Series 2001[réf. souhaitée].
Les LMES ont été précédées en 2003 par une course expérimentale et unique, les 1 000 km du Mans.
En 2006 les Le Mans Endurance Series deviennent les Le Mans Series (LMS) puis, en 2012, l'European Le Mans Series (ELMS).

## Identité visuelle
En 2012, alors que la catégorie LMP1 est supprimée du championnat, l'Automobile Club de l'Ouest décide de changer le nom du championnat en European Le Mans Series, il en va de même pour le logo qui diffère légèrement par rapport au précédent,. L'objectif est notamment de se démarquer en affichant l'exclusivité européenne du championnat par opposition à l'American Le Mans Series. Pour la saison 2018, le logo évolue totalement. Pour Gérard Neveu, le promoteur du championnat, le nouveau logo se veut plus dynamique : « Un logo est un élément très important de l’identité d’une marque. L’European Le Mans Series est le Championnat d’Endurance leader en Europe et nous voulions un logo qui puisse continuer de construire la renommée de notre marque pour les années à venir. Le nouveau logo ELMS se veut simple, compréhensif et dynamique. Nous avons essayé de faire en sorte qu’il soit moderne tout en représentant les traditions de l’Endurance. ». De plus l'ACO souhaite que les mots clés : Européen, Le Mans, Motorsport et Endurance soient évoqués.

2004-2005
2006-2011
2012-2017
Logo alternatif
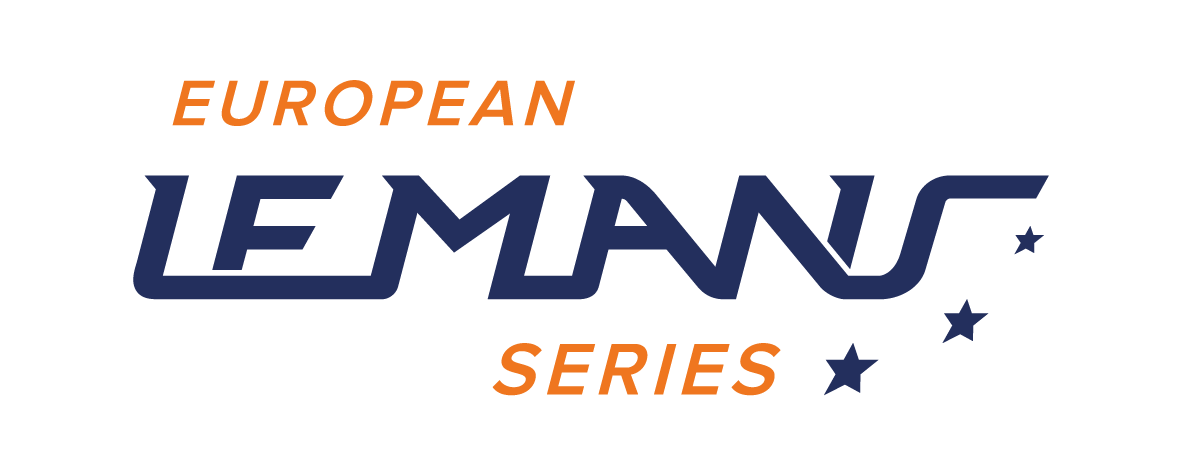
2018-2023
Depuis 2024

## Catégories

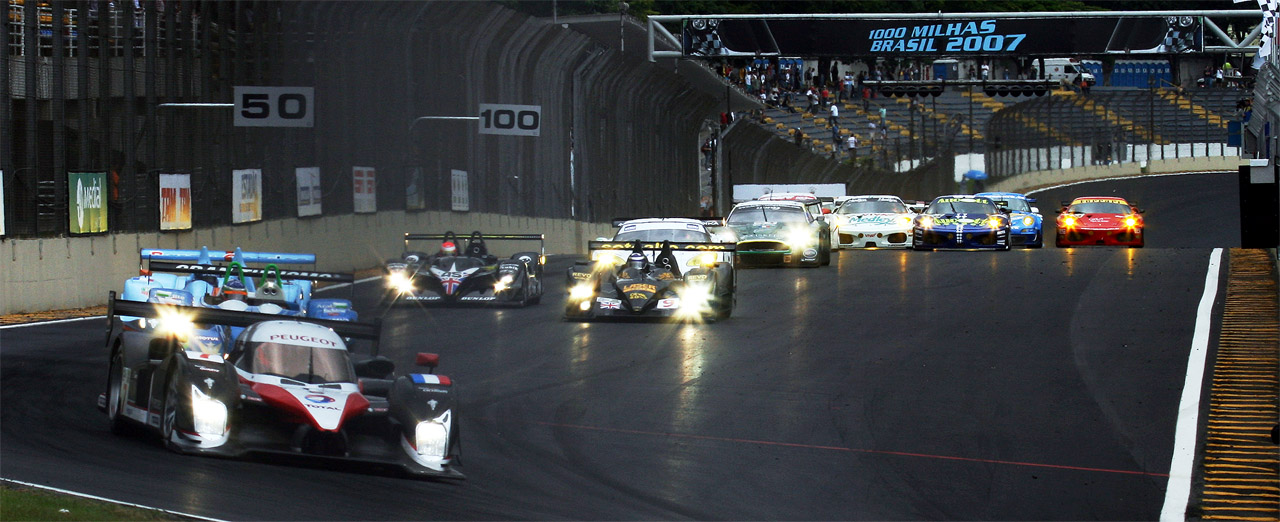
Départ de la course des Mil Milhas Brasil en novembre 2007.

Les voitures qui participent à ce championnat sont réparties en deux grandes catégories : les prototypes et les GT (Grand Tourisme).
Dès le début, les prototypes ont été classés en deux catégories : LMP900 (devenue LMP1) et LMP675 (devenue LMP2). Une troisième catégorie monotype est apparue en 2010 lorsque le championnat FLM (Formule Le Mans) a été intégré à la compétition. En 2012 et en raison de la création du nouveau championnat du monde d'endurance FIA, les LMP1 ne sont plus acceptées.
En 2015, la catégorie LMP3 fait son apparition.
Le Grand Tourisme a vu lui aussi des évolutions avec au départ deux catégories : GTS (devenue LMGT1) et GT (devenue LMGT2). La première catégorie a été supprimée en 2011 dans un souci de limitation des coûts. Cette refonte a donné naissance aux catégories LMGTE Pro (anciennement LMGT2) et LMGTE Am (limitée à un seul pilote professionnel par équipage). En 2013, le LMGTE apparait comme une catégorie unique et reprend le concept du GTE Am. Une nouvelle catégorie est ajoutée en 2012, le LMGTC (Grand Touring Challenge) ouvert aux voitures utilisées en séries monotypes : Ferrari F430 Challenge, Lotus Evora GT4/GTC et Porsche 911 Carrera Cup 2010 & 2011, l'année suivante le GTC est réservé aux voitures répondant à la réglementation GT3. En 2016, la catégorie GTC est supprimée, elle est redirigée vers le nouveau championnat Michelin Le Mans Cup.
Les abréviations « LM » et « LMP » signifient « Le Mans » et « Le Mans Prototype ».

## Circuits
| Autódromo Internacional do Algarve |  |  |  |  |  |  |  |  |  |  |                    |                    |                    |                    |                    |                                                |                                                |                                                |                                                |                                                |                                                |                                                | 13                                             |                                                |                                                |                                                |
| Circuit Motorland Aragon           |  |  |  |  |  |  |  |  |  |  |                    |                    |                    |                    |                    |                                                |                                                |                                                |                                                |                                                |                                                |                                                | 1                                              |                                                |                                                |                                                |
| Circuit de Barcelone               |  |  |  |  |  |  |  |  |  |  |                    |                    |                    |                    |                    |                                                |                                                |                                                |                                                |                                                |                                                |                                                | 8                                              |                                                |                                                |                                                |
| Autodromo Enzo e Dino Ferrari      |  |  |  |  |  |  |  |  |  |  |                    |                    |                    |                    |                    |                                                |                                                |                                                |                                                |                                                |                                                |                                                | 8                                              |                                                |                                                |                                                |
| Donington Park                     |  |  |  |  |  |  |  |  |  |  |                    |                    |                    |                    |                    |                                                |                                                |                                                |                                                |                                                |                                                |                                                | 2                                              |                                                |                                                |                                                |
| Circuit d'Estoril                  |  |  |  |  |  |  |  |  |  |  |                    |                    |                    |                    |                    |                                                |                                                |                                                |                                                |                                                |                                                |                                                | 4                                              |                                                |                                                |                                                |
| Hungaroring                        |  |  |  |  |  |  |  |  |  |  |                    |                    |                    |                    |                    |                                                |                                                |                                                |                                                |                                                |                                                |                                                | 2                                              |                                                |                                                |                                                |
| Circuit d'Interlagos               |  |  |  |  |  |  |  |  |  |  |                    |                    |                    |                    |                    |                                                |                                                |                                                |                                                |                                                |                                                |                                                | 1                                              |                                                |                                                |                                                |
| Otodrom Istanbul Park              |  |  |  |  |  |  |  |  |  |  |                    |                    |                    |                    |                    |                                                |                                                |                                                |                                                |                                                |                                                |                                                | 2                                              |                                                |                                                |                                                |
| Circuit permanent du Jarama        |  |  |  |  |  |  |  |  |  |  |                    |                    |                    |                    |                    |                                                |                                                |                                                |                                                |                                                |                                                |                                                | 1                                              |                                                |                                                |                                                |
| Circuit de Masaryk                 |  |  |  |  |  |  |  |  |  |  |                    |                    |                    |                    |                    |                                                |                                                |                                                |                                                |                                                |                                                |                                                | 1                                              |                                                |                                                |                                                |
| Autodromo nazionale di Monza       |  |  |  |  |  |  |  |  |  |  |                    |                    |                    |                    |                    |                                                |                                                |                                                |                                                |                                                |                                                |                                                | 10                                             |                                                |                                                |                                                |
| Circuit du Mugello                 |  |  |  |  |  |  |  |  |  |  |                    |                    |                    |                    |                    |                                                |                                                |                                                |                                                |                                                |                                                |                                                | 1                                              |                                                |                                                |                                                |
| Nürburgring                        |  |  |  |  |  |  |  |  |  |  |                    |                    |                    |                    |                    |                                                |                                                |                                                |                                                |                                                |                                                |                                                | 6                                              |                                                |                                                |                                                |
| Circuit Paul-Ricard                |  |  |  |  |  |  |  |  |  |  |                    |                    |                    |                    |                    |                                                |                                                |                                                |                                                |                                                |                                                |                                                | 17                                             |                                                |                                                |                                                |
| Road Atlanta                       |  |  |  |  |  |  |  |  |  |  |                    |                    |                    |                    |                    |                                                |                                                |                                                |                                                |                                                |                                                |                                                | 1                                              |                                                |                                                |                                                |
| Circuit de Silverstone             |  |  |  |  |  |  |  |  |  |  |                    |                    |                    |                    |                    |                                                |                                                |                                                |                                                |                                                |                                                |                                                | 15                                             |                                                |                                                |                                                |
| Circuit de Spa-Francorchamps       |  |  |  |  |  |  |  |  |  |  |                    |                    |                    |                    |                    |                                                |                                                |                                                |                                                |                                                |                                                |                                                | 18                                             |                                                |                                                |                                                |
| Circuit de Spielberg               |  |  |  |  |  |  |  |  |  |  |                    |                    |                    |                    |                    |                                                |                                                |                                                |                                                |                                                |                                                |                                                | 7                                              |                                                |                                                |                                                |
| Circuit de Valence Ricardo Tormo   |  |  |  |  |  |  |  |  |  |  |                    |                    |                    |                    |                    |                                                |                                                |                                                |                                                |                                                |                                                |                                                | 1                                              |                                                |                                                |                                                |
| Circuit de Zolder                  |  |  |  |  |  |  |  |  |  |  |                    |                    |                    |                    |                    |                                                |                                                |                                                |                                                |                                                |                                                |                                                | 1                                              |                                                |                                                |                                                |
| Légende :                          |  |  |  |  |  |  |  |  |  |  | Épreuves disputées | Épreuves disputées | Épreuves disputées | Épreuves disputées | Épreuves disputées | Épreuves disputées deux fois lors de la saison | Épreuves disputées deux fois lors de la saison | Épreuves disputées deux fois lors de la saison | Épreuves disputées deux fois lors de la saison | Épreuves disputées deux fois lors de la saison | Épreuves disputées deux fois lors de la saison | Épreuves disputées deux fois lors de la saison | Épreuves disputées deux fois lors de la saison | Épreuves disputées deux fois lors de la saison | Épreuves disputées deux fois lors de la saison | Épreuves disputées deux fois lors de la saison |

## Palmarès
| Saison | Saison    | LMP1                                            | LMP2                                               | GTS                                                   | GT                                                       |                               |
| ------ | --------- | ----------------------------------------------- | -------------------------------------------------- | ----------------------------------------------------- | -------------------------------------------------------- | ----------------------------- |
| 2004   | Équipe    | Audi Sport UK Veloqx                            | Courage Compétition                                | Larbre Compétition                                    | Sebah Automotive                                         |                               |
| 2004   | Voiture   | Audi R8                                         | Courage C65-AER                                    | Ferrari 550 GTS Maranello                             | Porsche 911 GT3 RS (996)                                 |                               |
| 2004   | Pilote(s) | Johnny Herbert Jamie Davies                     | Alexander Frei Sam Hancock                         | Pedro Lamy Christophe Bouchut Steve Zacchia           | Roman Rusinov                                            |                               |
|        |           | LMP1                                            | LMP2                                               | GT1                                                   | GT2                                                      |                               |
| 2005   | Équipe    | Pescarolo Sport                                 | Chamberlain Synergy                                | BMS Scuderia Italia                                   | Sebah Automotive                                         |                               |
| 2005   | Voiture   | Pescarolo C60 Hybrid-Judd                       | Lola B05/40-AER                                    | Ferrari 550 GTS Maranello                             | Porsche 911 GT3 R (996)                                  |                               |
| 2005   | Pilote(s) | Jean-Christophe Boullion Emmanuel Collard       | Gareth Evans                                       | Michele Bartyan Christian Pescatori Toni Seiler       | Xavier Pompidou Marc Lieb                                |                               |
| 2006   | Équipe    | Pescarolo Sport                                 | Barazi Epsilon                                     | Aston Martin Larbre                                   | Autorlando Sport                                         |                               |
| 2006   | Voiture   | Pescarolo C60-Judd                              | Courage C65-AER                                    | Aston Martin DBR9                                     | Porsche 911 GT3 RSR (996)                                |                               |
| 2006   | Pilote(s) | Jean-Christophe Boullion Emmanuel Collard       | Juan Barazi Michael Vergers                        | Pedro Lamy Gabriele Gardel Vincent Vosse              | Marc Lieb Joël Camathias                                 |                               |
| 2007   | Équipe    | Team Peugeot Total                              | Ray Mallock Ltd.                                   | Team Oreca                                            | Virgo Motorsport                                         |                               |
| 2007   | Voiture   | Peugeot 908 HDi FAP                             | MG-Lola EX264-AER                                  | Saleen S7-R                                           | Ferrari F430 GTC                                         |                               |
| 2007   | Pilote(s) | Stéphane Sarrazin Pedro Lamy                    | Mike Newton Thomas Erdos                           | Soheil Ayari Stéphane Ortelli                         | Rob Bell                                                 |                               |
| 2008   | Équipe    | Audi Sport Team Joest                           | Van Merksteijn Motorsport                          | Luc Alphand Aventures                                 | Virgo Motorsport                                         |                               |
| 2008   | Voiture   | Audi R10 TDI                                    | Porsche RS Spyder                                  | Chevrolet Corvette C6.R                               | Ferrari F430 GTC                                         |                               |
| 2008   | Pilote(s) | Alexandre Prémat Mike Rockenfeller              | Jos Verstappen Peter Van Merksteijn                | Guillaume Moreau Patrice Goueslard                    | Rob Bell                                                 |                               |
| 2009   | Équipe    | Aston Martin Racing                             | Quifel ASM Team                                    | Luc Alphand Aventures                                 | Team Felbermayr Proton                                   |                               |
| 2009   | Voiture   | Lola B09/60-Aston Martin                        | Ginetta-Zytek GZ09S/2                              | Chevrolet Corvette C6.R                               | Porsche 911 GT3 RSR (997)                                |                               |
| 2009   | Pilote(s) | Tomáš Enge Jan Charouz Stefan Mücke             | Miguel Amaral Olivier Pla                          | Patrice Goueslard Yann Clairay                        | Marc Lieb Richard Lietz                                  |                               |
|        |           | LMP1                                            | LMP2                                               | FLM                                                   | GT1                                                      | GT2                           |
| 2010   | Équipe    | Team Oreca                                      | Ray Mallock Ltd.                                   | DAMS                                                  | Larbre Compétition                                       | Team Felbermayr Proton        |
| 2010   | Voiture   | Peugeot 908 HDi FAP                             | Lola B08/80-HPD                                    | Oreca FLM09                                           | Saleen S7-R                                              | Porsche 911 GT3 RSR (997)     |
| 2010   | Pilote(s) | Stéphane Sarrazin                               | Mike Newton Thomas Erdos                           | Andrea Barlesi Gary Chalandon                         | Patrice Goueslard Gabriele Gardel                        | Marc Lieb Richard Lietz       |
|        |           | LMP1                                            | LMP2                                               | FLM                                                   | GTE Pro                                                  | GTE Am                        |
| 2011   | Équipe    | Rebellion Racing                                | Greaves Motorsport                                 | Pegasus Racing                                        | AF Corse                                                 | IMSA Performance Matmut       |
| 2011   | Voiture   | Lola B10/60                                     | Zytek Z11SN                                        | Oreca FLM09                                           | Ferrari 458 Italia GT2                                   | Porsche 911 GT3 RSR (997)     |
| 2011   | Pilote(s) | Emmanuel Collard Julien Jousse                  | Karim Ojjeh Tom Kimber-Smith                       | Mirco Schultis Patrick Simon Julien Schell            | Giancarlo Fisichella Gianmaria Bruni                     | Nicolas Armindo Raymond Narac |
|        |           | LMP2                                            | LMPC                                               | GTE Pro                                               | GTE Am                                                   |                               |
| 2012   | Équipe    | Thiriet by TDS Racing                           | Boutsen Ginion Racing                              | JMW Motorsport                                        | IMSA Performance                                         |                               |
| 2012   | Voiture   | Oreca 03-Nissan                                 | Oreca FLM09                                        | Ferrari 458 Italia GT2                                | Porsche 911 GT3 RSR (997)                                |                               |
| 2012   | Pilote(s) | Mathias Beche Pierre Thiriet                    | John Hartshorne                                    | Jonny Cocker                                          | Nicolas Armindo Raymond Narac Anthony Pons               |                               |
|        |           | LMP2                                            | LMPC                                               | GTE                                                   | GTC                                                      |                               |
| 2013   | Équipe    | Signatech Alpine                                | Team Endurance Challenge                           | RAM Racing                                            | SMP Racing                                               |                               |
| 2013   | Pilote(s) | Nelson Panciatici Pierre Ragues                 | Paul-Loup Chatin Gary Hirsch                       | Johnny Mowlem Matt Griffin                            | Fabio Babini Viktor Shaytar Kirill Ladygin               |                               |
|        |           | LMP2                                            | GTE                                                | GTC                                                   |                                                          |                               |
| 2014   | Équipe    | Signatech Alpine                                | SMP Racing                                         | SMP Racing                                            |                                                          |                               |
| 2014   | Pilote(s) | Paul-Loup Chatin Nelson Panciatici Oliver Webb  | Andrea Bertolini Viktor Shaytar Sergey Zlobin      | Olivier Beretta Devi Markozov Kirill Ladygin          |                                                          |                               |
|        |           | LMP2                                            | LMP3                                               | GTE                                                   | GTC                                                      |                               |
| 2015   | Équipe    | Greaves Motorsport                              | Team LNT                                           | Formula Racing                                        | TDS Racing                                               |                               |
| 2015   | Pilote(s) | Björn Wirdheim Gary Hirsch Jon Lancaster        | Charlie Robertson Chris Hoy                        | Andrea Rizzoli Johnny Laursen Mikkel Mac              | Dino Lunardi Eric Dermont Franck Perera                  |                               |
|        |           | LMP2                                            | LMP3                                               | GTE                                                   |                                                          |                               |
| 2016   | Équipe    | G-Drive Racing                                  | United Autosports                                  | Aston Martin Racing                                   |                                                          |                               |
| 2016   | Pilote(s) | Giedo Van der Garde Harry Tincknell Simon Dolan | Alex Brundle Christian England Mike Guasch         | Alex MacDowall Andrew Howard Darren Turner            |                                                          |                               |
| 2017   | Équipe    | G-Drive Racing                                  | United Autosports                                  | JMW Motorsport                                        |                                                          |                               |
| 2017   | Pilote(s) | Memo Rojas Léo Roussel                          | John Falb Sean Rayhall                             | Jody Fannin Robert Smith                              |                                                          |                               |
| 2018   | Équipe    | G-Drive Racing                                  | RLR MSport                                         | Proton Competition                                    |                                                          |                               |
| 2018   | Pilote(s) | Andrea Pizzitola Roman Rusinov                  | Job van Uitert John Farano Robert Garofall         | Gianluca Roda Giorgio Roda                            |                                                          |                               |
| 2019   | Équipe    | IDEC Sport                                      | Eurointernational                                  | Luzich Racing                                         |                                                          |                               |
| 2019   | Pilote(s) | Paul-Loup Chatin Paul Lafargue Memo Rojas       | Mikkel Jensen Jens Petersen                        | Alessandro Pier Guidi Nicklas Nielsen Fabien Lavergne |                                                          |                               |
| 2020   | Équipe    | United Autosports                               | United Autosports                                  | Proton Competition                                    |                                                          |                               |
| 2020   | Pilote(s) | Phil Hanson Filipe Albuquerque                  | Wayne Boyd Tom Gamble Robert Wheldon               | Christian Ried Michele Beretta Alessio Picariello     |                                                          |                               |
| 2021   | Équipe    | Team WRT                                        | DKR Engineering                                    | Iron Lynx                                             |                                                          |                               |
| 2021   | Pilote(s) | Louis Delétraz Robert Kubica Ye Yifei           | Laurents Hörr                                      | Matteo Cressoni Rino Mastronardi Miguel Molina        |                                                          |                               |
|        |           | LMP2                                            | LMP2 Pro-Am                                        | LMP3                                                  | LMGTE                                                    |                               |
| 2022   | Équipe    | Prema Racing                                    | Racing Team Turkey                                 | Cool Racing                                           | Proton Competition                                       |                               |
| 2022   | Pilote(s) | Louis Delétraz Ferdinand Habsburg               | Charlie Eastwood Salih Yoluç                       | Mike Benham Malthe Jakobsen Maurice Smith             | Gianmaria Bruni Lorenzo Ferrari Christian Ried           |                               |
| 2023   | Équipe    | Algarve Pro Racing                              | AF Corse                                           | Cool Racing                                           | Proton Competition                                       |                               |
| 2023   | Pilote(s) | James Allen Alex Lynn Kyffin Simpson            | François Perrodo Matthieu Vaxivière                | Adrien Chila Alex García (en) Marcos Siebert          | Ryan Hardwick Alessio Picariello Zacharie Robichon       |                               |
| 2024   | Équipe    | AO par TF                                       | AF Corse                                           | RLR Msport                                            | Iron Lynx                                                |                               |
| 2024   | Pilote(s) | Jonny Edgar Louis Delétraz Robert Kubica        | François Perrodo Matthieu Vaxivière Alessio Rovera | Michael Jensen Nick Adcock Gaël Julien (en)           | Hiroshi Hamaguchi (en) Axcil Jefferies Andrea Caldarelli |                               |